# Амманния
Амманния (лат. Ammannia) — род травянистых растений семейства Дербенниковые (Lythraceae).
Растения рода Амманния произрастают во влажных областях Африки, Европы, Азии, Австралии и Америки. Виды Ammannia gracilis и Ammannia senegalensis выращиваются как аквариумные растения, некоторые виды являются сорняками на рисовых полях.
Род назван в честь Пауля Амманна (1634—1691), ботаника, физиолога и директора Hortus Medicus в Лейпцигском университете, автора работы Supellex Botanica (1675). Это название было дано роду английским врачом и ботаником Уильямом Хаустоном (1695—1733); позднее название было использовано Карлом Линнеем (1707—1778) в опубликованном в 1753 году первом томе его работы Species plantarum. Поскольку с точки зрения Международного кодекса ботанической номенклатуры названия растений, обнародованные до 1 мая 1753 года, не считаются действительно обнародованными, Линней формально является автором названия таксона и полное научное название рода записывается как Ammannia L., 1753.

## Виды
По информации базы данных The Plant List, род включает 24 вида:
- Ammannia aegyptiaca Willd.
- Ammannia alternifolia H.Perrier
- Ammannia auriculata Willd.
- Ammannia baccifera L.
- Ammannia coccinea Rottb.
- Ammannia desertorum Blatt. & Hallb.
- Ammannia elata A.Fern.
- Ammannia gracilis Guill. & Perr. — Аммания изящная
- Ammannia latifolia L. typus[1]
- Ammannia linearipetala A.Fern. & Diniz
- Ammannia microcarpa DC.
- Ammannia multiflora Roxb.
- Ammannia myriophylloides Dunn
- Ammannia nagpurensis T.Mathew & M.P.Nayar
- Ammannia octandra L.f.
- Ammannia prieuriana Guill. & Perr.
- Ammannia quadriciliata H.Perrier
- Ammannia robusta Heer & Regel
- Ammannia schaeferi Koehne ex Engl.
- Ammannia senegalensis Lam.
- Ammannia uniflora Meijden
- Ammannia urceolata Hiern
- Ammannia verticillata (Ard.) Lam.
- Ammannia wormskioldii Fisch. & C.A.Mey.